# Kassab
Kassab (ou Kessab, en arabe : كسب, arménien : Քեսապ) est un village syrien situé près de Lattaquié dans le nord-ouest du pays. Il dépend administrativement du district de Lattaquié. Une forte communauté arménienne y est présente, avec notamment plusieurs églises. Le canton du même nom était peuplé avant la guerre civile syrienne de 2 500 personnes (80% d'Arméniens, le reste étant des Alaouites et quelques rares Sunnites).

## Histoire
Au printemps 2012, la Russie y a installé une station d'observation permettant au régime syrien de surveiller à la fois les installations de l'Otan en Turquie, notamment la base américaine d'Inçirlik et par ailleurs les djihadistes de l'Armée syrienne libre repliés du côté turc de la frontière.

### Guerre de Syrie
En mars 2014, des brigades islamistes au nombre de 5 000 combattants se sont lancées dans une attaque contre Kassab. Le 21 mars 2014, la petite ville est attaquée par des brigades djihadistes et rebelles d'Ahrar al-Cham, du Front al-Nosra, du Harakat Cham al-Islam, de l'Armée syrienne libre, de Jound al-Cham et d'Ansar al-Cham, venues directement d'au-delà de la frontière turque, appuyées par des militaires turcs. Les hommes de la garde de défense de Kassab rapportent que les soldats turcs rentrent rapidement en Turquie après avoir appuyé l'assaut. Mehmet Ali Ediboğlu, député turc du parti républicain du peuple, qui visite la zone turque quelques jours après l'attaque, rapporte que les villageois du côté turc ont été témoins que des « milliers de combattants venant de Turquie ont traversé la frontière en cinq points de passage au moins, afin d'attaquer Kessab. » Les combattants de Turquie sont partis du village turc de Gözlekçiler, près de la frontière, dont la visite est interdite aux journalistes étrangers. Ediboğlu est aussi empêché par les autorités turques d'approcher la frontière, mais il écrit qu'il a vu « des douzaines de véhicules à plaque syrienne transportant sans arrêt des terroristes, de la route militaire entre Gözlekçiler et la base militaire de Kayapinar ».
Les populations civiles de Kassab et de ses environs sont obligées de fuir ou bien sont évacuées, le plus souvent à Lattaquié, et dans d'autres zones sous contrôle de l'État syrien,. Le 23 mars, un avion de combat turc abat un avion syrien volant au-dessus de Kassab, en appui à l'armée au sol. L'avion s'écrase à Kassab. La Turquie affirme que l'avion avait violé l'espace aérien turc, ce qui est aussitôt démenti par la Syrie. Le député de l'opposition turque Kemal Kılıçdaroğlu affirme que l'avion turc était un avion de reconnaissance, chargé de survoler la zone et de frapper l'avion syrien afin de provoquer une diversion et de détourner l'attention du public face aux récents scandales de corruption touchant le président Erdogan et son parti.
Le 3 avril 2014, le ministre arménien de la diaspora arménienne Hranush Hakobyan affirme que 38 habitants de Kassab ont été capturés en otage pendant l'assaut (24 sont relâchés dans les jours suivants) et que 670 familles arméniennes sont déplacées à la suite de l'assaut (dont 400 à Lattaquié). Il ajoute que les églises sont profanées et endommagées, et que les maisons sont pillées.
Le 15 juin 2014, l'armée syrienne reprend la ville des mains des djihadistes. Elle entre dans Kassab et les villages environnants et en chasse les djihadistes. Les journalistes observent que l'église arménienne catholique et les temples protestants ont été détruits ou incendiés par les djihadistes, de même que le centre culturel Missakian (centre protestant évangélique),,. Environ 250 familles de Kassab qui s'étaient réfugiées à Lattaquié retournent dans leurs maisons les jours suivants,. Le 25 juillet, l'église Saint-Astvatsatsin de Garaturan (village à proximité) est reconsacrée, avec la première cérémonie depuis la fin de l'occupation islamiste.

## Personnalités liées
- Garbis Kortian (1938-2009), professeur de philosophie
- Vasco Varoujean (1936-1992), écrivain et journaliste québécois
- Kenarik Boujikian (1959-), juge brésilienne
- Karekin I Sarkissian (1932-1999), catholicos de tous les Arméniens entre 1994 et 1999, et catholicos de la Grande Maison de Cilicie entre 1983 et 1994 sous le nom de Karekin II.

## Illustrations

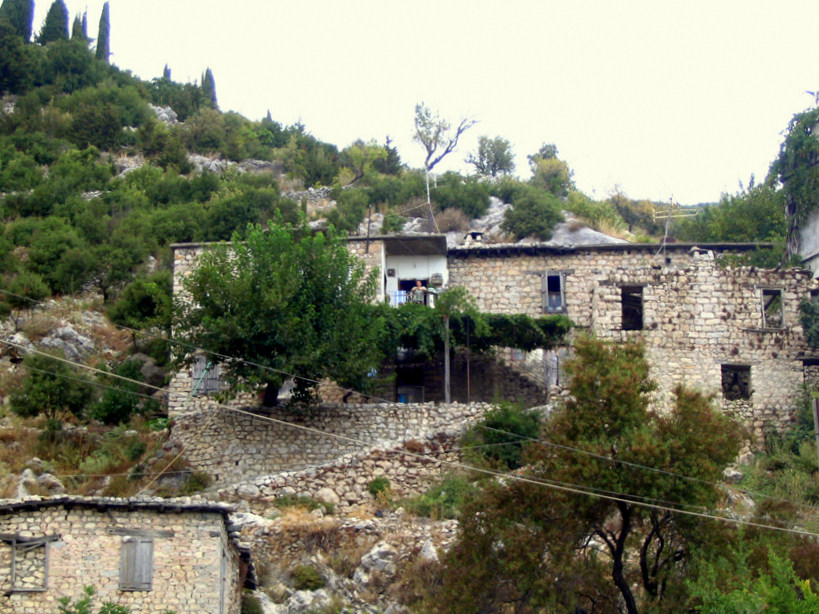
Maison traditionnelle
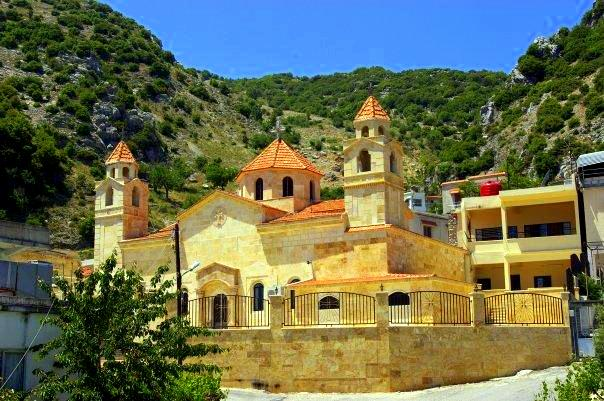
Façade de l'église apostolique arménienne, au milieu de la ville
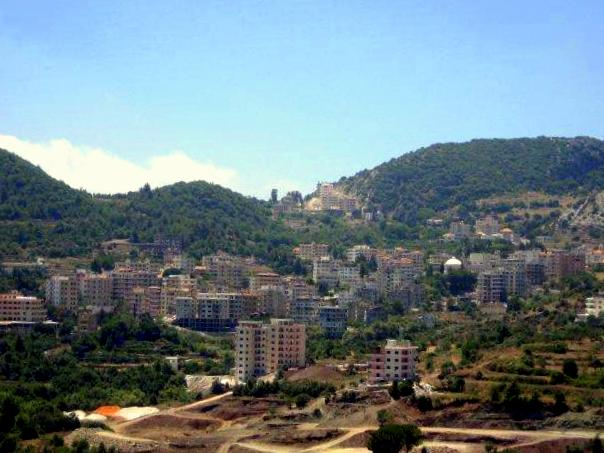
Partie moderne de Kessab, avec sa mosquée